# 湘南海岸公園車站
湘南海岸公園車站（日语：／ Shōnan-kaigan-kōen eki */?）是由江之島電鐵（江之電）所經營的鐵路車站，位於日本神奈川縣藤澤市。本站是江之島電鐵線的無人小站，與一般民眾對於站名中「湘南海岸」通常給人觀光遊憩、海水浴場的感覺不同，利用本站進出的旅客大都是當地的居民。

## 車站
本站是配置一座側式月台1條路線的地面車站，並設有簡易的廁所與自動售票機等設備。雖然本站是全日無人站，但每年10月中旬舉辦藤澤江之島煙火大會時，為了因應短時間聚集的大量旅客，因此會派駐臨時站員。

## 使用情況
2018年度每日平均上下車人次為2,025人，在江之島電鐵全部15個站中排名第12名。
近年每日平均上下車人次推移如下表。
| 年度               | 1日平均 上下車人次 | 1日平均 上車人次 | 來源     |
| ------------------ | ------------------ | ---------------- | -------- |
| 1995年（平成07年） |                    | 558              | [ * 1 ]  |
| 1998年（平成10年） |                    | 492              | [ * 2 ]  |
| 1999年（平成11年） |                    | 470              | [ * 3 ]  |
| 2000年（平成12年） |                    | 476              | [ * 3 ]  |
| 2001年（平成13年） |                    | 512              | [ * 4 ]  |
| 2002年（平成14年） | 1,284              | 475              | [ * 5 ]  |
| 2003年（平成15年） | 1,333              | 500              | [ * 6 ]  |
| 2004年（平成16年） | 1,410              | 511              | [ * 7 ]  |
| 2005年（平成17年） | 1,418              | 505              | [ * 8 ]  |
| 2006年（平成18年） | 1,550              | 510              | [ * 9 ]  |
| 2007年（平成19年） | 1,700              | 441              | [ * 10 ] |
| 2008年（平成20年） | 1,564              | 442              | [ * 11 ] |
| 2009年（平成21年） | 1,487              | 427              | [ * 12 ] |
| 2010年（平成22年） | 1,529              | 430              | [ * 13 ] |
| 2011年（平成23年） | 1,593              | 436              | [ * 14 ] |
| 2012年（平成24年） | 2,218              | 1,099            | [ * 15 ] |
| 2013年（平成25年） | 2,203              | 1,124            | [ * 16 ] |
| 2014年（平成26年） | 2,381              | 1,209            | [ * 17 ] |
| 2015年（平成27年） | 2,423              | 1,230            | [ * 18 ] |
| 2016年（平成28年） | 2,478              | 1,259            | [ * 19 ] |
| 2017年（平成29年） | 1,984              | 1,010            |          |
| 2018年（平成30年） | 2,025              | 1,033            |          |

## 歷史
- 1904年9月1日 - 以西方的站名啟用。
- 1958年12月1日 - 改名湘南海岸公園。

## 相鄰車站
江之島電鐵
 江之島電鐵線
鵠沼（EN04）－湘南海岸公園（EN05）－江之島（EN06）

## 外部連結
- 湘南海岸公園站 （页面存档备份，存于） - 江之島電鐵

35°18′53.5″N 139°29′1.4″E / 35.314861°N 139.483722°E